# فيل زيمرمان

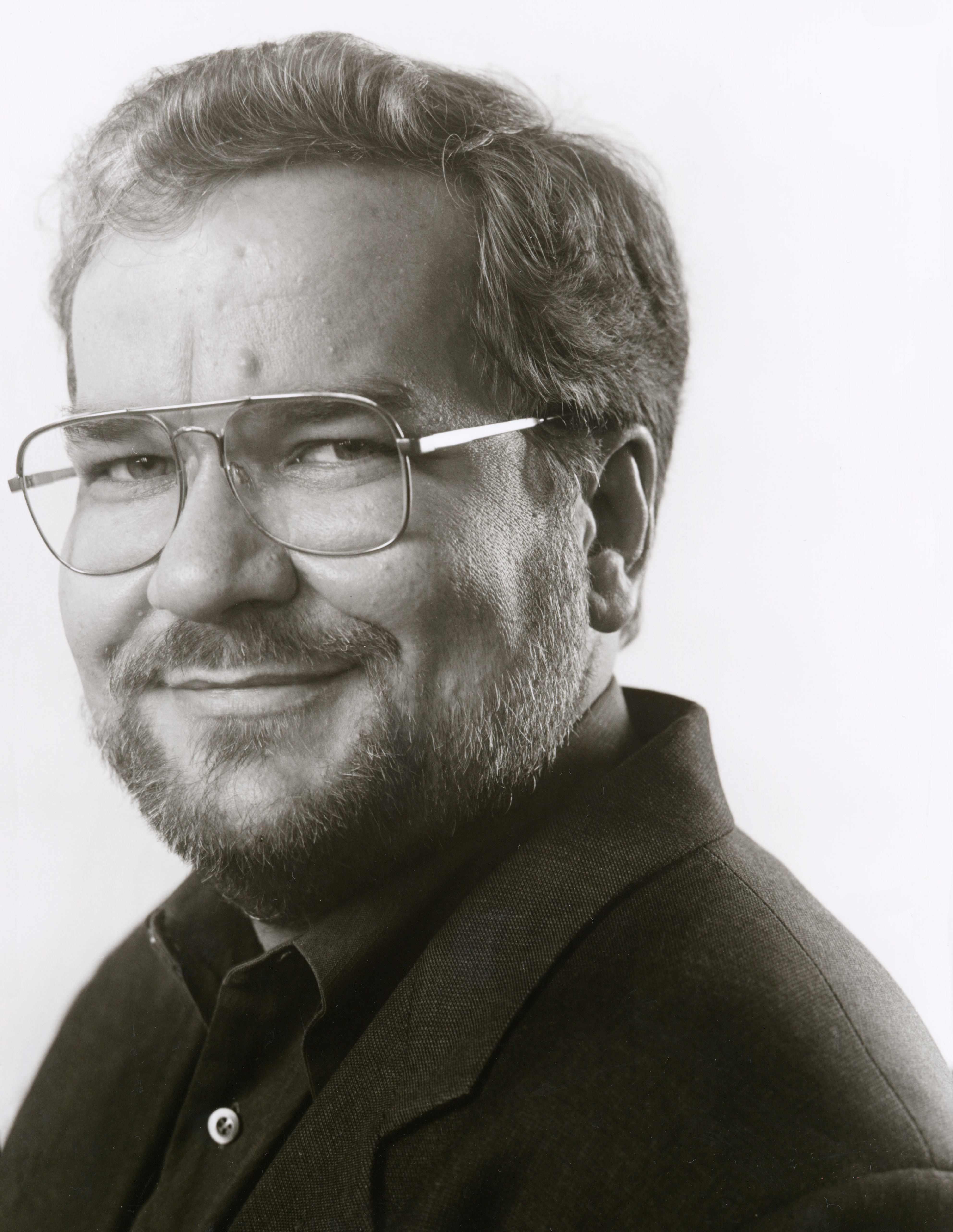
Phil Zimmermann is the creator of the popular بي جي بي encryption software.

فيل زيمرمان (بالإنجليزية: Phil Zimmerman)‏ هو مبتكر برنامج بي جي بي، برنامج تشفير البريد الإلكتروني الأكثر استخدامًا في العالم. وهو معروف أيضًا بعمله على تشفير الاتصالات القائمة على برتوكول الصوت عبر الإنترنت، إذ عمل على تطوير بروتوكولي زد آر تي بي وزد فون. يترأس فيل زيمرمان حاليًا شركة سايلنت سركل المتخصصة في تشفير الاتصالات العالمية، وهو مؤسس شريك لهذه الشركة.